# Zuleyka Rivera
Zuleyka Jerrís Rivera Mendoza (ur. 3 października 1987 w Cayey) – portorykańska modelka, zdobywczyni tytułu Miss Universe 2006.
Obecnie spotyka się z portorykańskim koszykarzem J.J Barea - koszykarskim bohaterem Portoryko.
W 2017 roku wystąpiła gościnnie w teledysku do piosenki Despacito autorstwa Luisa Fonsi.

## Droga do tytułu
W konkursie Miss Teen Puerto Rico (Miss Nastolatek Portoryko) zajęła drugie miejsce, później w 2005 roku wystartowała w krajowym konkursie piękności. Zuleyka została ukoronowana na nową Miss Puerto Rico przez Natalię Glebovą – Miss Universe 2005 i gościa honorowego konkursu.
Rivera reprezentowała Portoryko na wyborach Miss Universe w 2006 roku. 23 lipca 2006 roku zdobyła tytuł miss pokonując m.in. reprezentantki Japonii, Szwajcarii i Paragwaju. Została ukoronowana po raz drugi przez ustępującą miss, Natalię Glebovą.
Zuleyka była piątą reprezentantką Portoryko, która wygrała ten prestiżowy konkurs. W ten sposób jej kraj wyprzedził Wenezuelę i zajął drugie miejsce w ogólnej klasyfikacji zwycięstw na Miss Universe.

## Rok z życia Miss Universe
Zuleyka została ukoronowana na nową Miss Universe 23 lipca 2006 w Los Angeles.
W sierpniu Zuleyka pojechała do Japonii. Wraz z Kurarą Chibaną (pierwszą wicemiss Universe) odwiedziła  Mikimoto, firmę jubilerską która wyrabia korony na potrzeby tego konkursu. Następnie zwiedziła Indonezję.
Rivera, jako Miss Universe, zwiedziła: Czechy, Rosję, Turcję, Francję, Grecję, Kazachstan, Indie, Tajlandię i Brazylię.
1 kwietnia 2007 była obecna na gali ukoronowania Miss USA 2007. Została nią Rachel Smith.
Swoją następczynię koronowała 28 maja 2007 w Meksyku. Została nią Riyo Mori.